# Basilornis
Basilornis és un gènere d'ocells de la família dels estúrnids (Sturnidae).

## Taxonomia
Segons la classificació del Congrés Ornitològic Internacional (versió 12.2, 2022) aquest gènere conté quatre espècies:
- Basilornis celebensis – Mainà de Sulawesi.
- Basilornis corythaix – Mainà de Seram.
- Basilornis galeatus – Mainà coronat.
- Basilornis mirandus – Mainà de Mindanao.